# 방우정 (방송인)
방우정(1961년 5월 9일 ~ )은 대한민국의 방송인이다. 현재 MC 리더스의 대표를 역임하고 있다.

## 대표작

### 도서
- 방우정 (2007년 5월 23일). 《방우정의 맛있는 유머화법》. 스마트 비즈니스. ISBN 9788992124201.